# Podgrzybnica piestrzycowa
Podgrzybnica piestrzycowa (Hypomyces cervinus Tul. & C. Tul.) – gatunek grzybów należący do rodziny Hypocreaceae.

## Systematyka i nazewnictwo
Pozycja w klasyfikacji według Index Fungorum: Hypomyces, Hypocreaceae, Hypocreales, Hypocreomycetidae, Sordariomycetes, Pezizomycotina, Ascomycota, Fungi.
Po raz pierwszy opisali go w 1865 r. Louis René Tulasne i Charles Tulasne i nadana przez nich nazwa jest aktualna. Ma 12 synonimów. Niektóre z nich:
- Hypomyces cervinigenus Rogerson & Simms 1971
- Mycogone cervina Ditmar 1817
- Sepedonium subincarnatum (Peck) Sacc. 1931[2].

Nazwa polska na podstawie rekomendacji Komisji ds. Polskiego Nazewnictwa Grzybów.

## Zasięg występowania i siedlisko
Podano stanowiska podgrzybnicy piestrzycowej w Ameryce Północnej, Europie, Rosji, na Tasmanii i na wyspie przy zachodnim wybrzeżu Ameryki Południowej. Występuje także w Polsce. W piśmiennictwie naukowym na terenie Polski do 2003 r. podano tylko dwa stanowiska, obydwa już historyczne (1905, 1908 r.) i na obydwu gatunek ten występował w postaci anamorfy.
Grzyb nagrzybny, pasożyt rozwijający się na owocnikach grzybów z rodzajów Helvella (piestrzyca) i Morchella (smardz).